# Griffith John Williams
Griffith John Williams (* 19. Juli 1892 in Cellan, Ceredigion; † 10. Januar 1963) war ein walisischer Akademiker. Zeitweise auch als Dichter tätig, drehte sich seine akademische Karriere, die ihm unter anderem eine Professur an der University of Wales einbrachte, größtenteils um die walisische Literatur und walisische Akademiker, im Speziellen häufig um das Werk von Edward Williams. Während seiner Karriere veröffentlichte er mehrere Werke und gab unter anderem eine Fachzeitschrift heraus. Zusätzlich war er an der Gründung der Partei Plaid Cymru beteiligt.

## Karriere
Williams wurde als ältester Sohn des Schmieds, Landwirtes, Postboten und Präzentors John Williams († 1931) und seiner Frau Anne im Postamt vom Cellan in Ceredigion geboren. Beide Elternteile stammten ursprünglich aus dem Aeron Valley, dem Tal des River Aeron. William hatte mindestens einen jüngeren Bruder, den Wissenschaftlicher und Dramatiker David Matthew Williams (1900–1970). Williams besuchte zunächst eine Schule in seinem Geburtsort und später eine Mittelschule in Tregaron. Durch seine schwache Gesundheit musste er seine Schullaufbahn für ein Jahr unterbrechen, begann sich aber gleichzeitig, für die (Lokal)geschichte zu interessieren. Zunächst unterrichtete ihn ein ehemaliger Lehrer von ihm zusätzlich in dieser Thematik, ehe er 1911 ein Stipendium für die University of Wales erhielt und ein Studium der Mathematik, der Geschichtswissenschaft und des Latein begann. 1914 erlangte er seinen Abschluss. Anschließend arbeitete er bis 1915 als Lehrer in Dolgellau und danach für ein Jahr im selben Beruf in Porth im Rhondda. 1916 kehrte er schließlich an die Universität zurück, um Texte aus dem 12. bis 15. Jahrhundert in einer Frühform der walisischen Sprache, des sogenannten Mittelwalisischen, zu studieren. Mit einem weiteren Stipendium studierte er andere Manuskripte und begann sich so, für das Werk von Edward Williams zu interessieren. Zwischenzeitlich machte er an der University of Wales seinen Master.
Nach einer erfolgreichen Teilnahme an einem Essay-Wettbewerb auf dem Eisteddfod 1918 und der Veröffentlichung mehrerer Artikel über Williams, der als Iolo Morganwg bekannt ist, wurde er Fellow an der University of Wales. Trotz externer Kritik vertiefte er anschließend seine Studien über Williams. 1921 gewann er als einziger Teilnahme einen Spezialpreis des Essay-Wettbewerbs auf dem Eisteddfod über Williams, der aus der öffentlichen Debatte entstanden war und von einer Jury um seinen Fürsprecher John Morris-Jones und den Akademikern Thomas Gwynn Jones und William John Gruffydd durchgeführt wurde. Des Weiteren hatte er 1919 und 1920 als Dichter beim Eisteddfod ebenfalls Erfolg, gab diese Tätigkeit jedoch auf, als er 1921 eine Lehrstelle an der University of Wales erhielt. Später bezeichnete er seine Dichterei als „Jugendvergnügen“. Privat gesehen heiratete er 1922 seine Kommilitonin und Lehrerin Elizabeth Elen Roberts. Zwischen 1924 und 1925 war Williams unter anderem zusammen mit Saunders Lewis an der Gründung der heutigen Partei Plaid Cymru beteiligt.
In den folgenden zwei Jahrzehnten entwickelte sich Williams zu einem der führenden Akademiker in Wales. Er veröffentlichte Werke zur von mittelalterlichen Dichtern verwendeten Grammatik, über die Arbeit von walisischen Intellektuellen im Zeitalter der Renaissance, über walisische Akademiker des 17. bis 19. Jahrhunderts wie Edward Lhuyd und William Owen Pughe und über den Einfluss von Gesellschaften für die walisische Sprache auf die walisische Literatur. Des Weiteren gab er eine bearbeitete und kommentierte Version des 1567 von Gruffydd Robert geschriebenen Werkes Welsh grammar heraus. Zusätzlich schrieb er mehrere Abhandlungen über die Literaturgeschichte von Glamorgan und weitere Werke über Edward Williams, darunter eine Biographie. 1946 wurde er Nachfolger von William John Gruffydd auf dem Posten des Professors für die walisische Sprache der University of Wales. Ab 1950 gab er die Fachzeitschrift Llên Cymru heraus. 1957 ging er in den Ruhestand, setzte aber seine Tätigkeit als Akademiker mit mehreren Vorlesungen und weiteren Veröffentlichungen wie zum Beispiel über Edward Lhuyd fort. Seine weiteren Tätigkeiten umfasste unter anderem Hilfestellungen für die Herausgabe eines universitätseigenen Wörterbuches. Zwischen 1959 und 1961 war er Vorsitzender des Komitees des Museum of Welsh Life in St Fagans, 1960 wurde er erster Präsident der Welsh Academy. 1962 und 1963 bemühte er sich um die Fertigstellung einer weiteren Arbeit zu Edward Williams, die er im Frühjahr 1963 als Vorlesung vor dem BBC Welsh Home Service halten wollte. Allerdings starb Williams wenige Wochen vorher im Alter von 70 Jahren Anfang Januar 1963. Kinderlos geblieben, hinterließ er seine Frau, die sich anschließend als Philanthropin einen gewissen Namen machte. Der Nachlass von Williams selbst befindet sich heutzutage in der National Library of Wales.